# NBA All-Star Weekend
La National Basketball Association (NBA) organizza l'All-Star Weekend ogni febbraio, con una varietà di eventi, esibizioni, e performance che culminano nell'NBA All-Star Game della domenica sera.

## Eventi dell'All-Star Weekend
I maggiori eventi organizzati durante l'All-Star Weekend includono due partite d'esibizione al Friday e diverse competizioni durante "l'All-Star Saturday":

### Venerdì
- Rookie Challenge. Nelle ultime edizioni dell'All Star Weekend questo match si disputa fra i giovani giocatori che sono alla loro prima (rookies) o seconda (sophomores) stagione in NBA: i giocatori vengono divisi in due squadre in base alla nazione di provenienza: quelli di nazionalità statunitense (Team USA) e quelli provenienti dal resto del mondo (World Team). In passato invece le due squadre che disputavano questa partita erano i Rookie (giocatori alla prima stagione) contro i Sophomore (giocatori al secondo anno).

### Sabato
- NBA Shooting Stars Competition. Un ex-giocatore NBA, un attuale giocatore NBA ed una giocatrice WNBA rappresentano le loro squadre in una gara di tiri. Questa specialità è stata eliminata dalle ultime edizioni dell'All Star Game.
- NBA Skills Challenge. Un evento che vede i giocatori affrontare un percorso a tempo in cui mettere in mostra le abilità nel palleggio, nel passaggio e nel tiro da tre punti. In passato era una specialità dedicata agli esterni (di solito i piccoli e agili playmaker o guardie), oggi invece possono partecipare anche i lunghi, a testimonianza dell'evoluzione che ha subito questo ruolo negli ultimi anni.
- Gara del tiro da 3 punti. I migliori tiratori della lega hanno a disposizione 5 palloni da 5 differenti posizioni intorno alla linea dei 3 punti. Ogni tiro vale un punto eccetto quello con la money ball che vale due punti. Ogni giocatore ha disposizione una money ball per ogni carrello, in più un carrello dei 5 è composto da 5 money ball che ogni partecipante può posizionare nella postazione che preferisce. Il più alto punteggio possibile è 34 punti, il record attuale è di 31 punti, realizzati da Stephen Curry l'8 marzo 2021.
- Gara delle schiacciate. Questa competizione mostra la creatività e l'abilita atletica di alcuni dei migliori schiacciatori. Le regole specifiche della gara sono decise ogni anno. Dopo ogni schiacciata, o dopo ogni tentativo, i giocatori sono giudicati da 0 a 10 da cinque giudici, arrivando ad un possibile punteggio di 50.
- NBA H-O-R-S-E Competition. Una gara incentrata sul tiro che nelle ultime edizioni è stata eliminata.

### Domenica
- NBA All-Star Game. Fino all'edizione 2017 era la partita tra le stelle delle due Conference: la Eastern Conference e la Western Conference, dove i migliori giocatori della stagione si sfidavano in una partita all'insegna dello spettacolo e della celebrazione del gioco. Dall'edizione 2018 i due team che si sfidano nella "partita delle stelle" sono composti dai due giocatori considerati i più forti della lega, che sono chiamati a scegliere personalmente i componenti dei propri team (che portano il nome dei due capitani), senza distinzione di Conference; i capitani devono scegliere a turno i propri compagni da una lista definita alcune settimane prima dell'evento e creata in base ai voti dei fan da tutto il mondo. A fine match viene incoronato l'MVP (il miglior giocatore).

## Eventi paralleli
Attorno all'All Star Weekend vengono organizzate nella città sede, degli eventi minori di contorno alle celebrazioni.
- NBA Development League All-Star Weekend. Al debutto nel 2007, questa partita vede in campo i giocatori delle serie minori dell'NBA. La prima vittoria è dell'Est per 114-100. La D-League All-Star game non è giocata nello stesso luogo di tutte le altre esibizioni.
- Celebrity All-Star Game. Molte celebrità sono scelte tra attori e cantanti a giocare contro in una partita tra Est vs Ovest. Ciascun team avrà una giocatrice della WNBA a disposizione.
- Legends Classic si giocava tra il 1984 e il 1993. Era una partita tra i giocatori ritirati. Come nell'All-Star Game c'erano due squadre, Est e Ovest. ma fu cancellato dal 1994 a causa dei continui infortuni che si verificavano durante la partita.